# سیچلاید گرگ
سیچلاید گرگ یا سیکلید گرگ با نام علمی Parachromis dovii، که با نامهای گواپوته و باس رنگین کمان نیز شناخته میشود، گونه‌ای از سیکلیدهای بومی آمریکای مرکزی است که در هندوراس، نیکاراگوئه و کاستاریکا وجود دارد. طول آن به ۷۲ سانتیمتر (۲۸٫۳ اینچ) می رسد. این گونه در شیلات و تجارت محلی جایگاه بسیار مهمی دارد و به عنوان گونه ای محبوبد در بین ماهی بازهای منطقه مورد توجه قرار می گیرد.

## نامگذاری
نام این گونه ماهی به افتخار جان ملموت داو (۱۸۲۷-۱۸۹۲) که کارمند شرکت راه آهن پاناما بود، نامگذاری شده است. او به عنوان کاپیتان کشتی و یک طبیعت دان آماتور، این نمونه را جمع آوری کرد. 

## حفاظت
این گونه در پناهگاه ملی حیات وحش ماکوئنکو(Maquenque) تحت حفاظت میباشد. 